# Missionários do Sagrado Coração
A Sociedade dos Missionários do Sagrado Coração de Jesus, ou, mais simplesmente, "Missionários do Sagrado Coração", é um Instituto de Vida Consagrada de Direito Pontifício da Igreja Católica, fundado em Issoudun, na França, pelo padre Júlio Chevalier em 8 de dezembro de 1854.
Trata-se de uma congregação religiosa de vida ativa, formada por Irmãos e Padres, que se comprometem a viver em comunidade os três votos tradicionais de obediência, pobreza e castidade e dedicam-se ao testemunho da misericórdia de Deus manifestada no Coração de Jesus e às obras do apostolado nos mais diferentes ministérios, tais como a missão em terras estrangeiras, a educação da juventude, iniciativas em prol da Justiça e Paz e Integridade da Criação, a presença nos meios de comunicação e o ministério paroquial.

## História

O Fundador, Pe. Júlio Chevalier

A história dos Missionários do Sagrado Coração se inicia com seu fundador, o padre francês Júlio Chevalier (1824-1907) que, durante o seu tempo de preparação para a ordenação sacerdotal, ficou profundamente impressionado pela doutrina da encarnação, que afirma a tomada da condição humana por Deus, em Jesus Cristo. Chevalier, ao dar-se conta de que Deus se fez próximo da humanidade dessa maneira, e que a todos tratava com afeto, acolhida e misericórdia, encantou-se com a perspectiva de que Deus realmente tivesse um coração humano. Isso, somado à devoção ao Coração de Jesus já muito difundida na França de seu tempo, o fez desejar criar um grupo que se dedicasse a apresentar ao mundo a imagem do Deus que aproxima-se da humanidade com misericórdia. Imagem que contrastava com a de um Deus rigoroso e distante, muito comum à época. Essas ideias ele as compartilhou com outros colegas, ainda no seminário, chegando mesmo a criar um pequeno grupo de seminaristas ("Cavaleiros do Sagrado Coração"), que se dedicava a cultivar a devoção ao Coração de Jesus, mas que ficou restrito apenas àqueles anos. 
Ordenado padre, Júlio Chevalier, é nomeado pároco da paróquia de Saint Cyr em Issoudun (Indre-et-Loire), juntamente com o seu colega de seminário Pe. Emile Maugenest. Ao reencontrar o antigo colega de estudos, sente reacender o desejo de fundar um grupo de religiosos que dedicassem suas vidas a divulgar o Sagrado Coração. A partir de suas conversas, lembranças e planos, decidem fazer uma novena à Nossa Senhora, com a intenção de que ela mostrasse se era ou não da vontade de Deus que suas ideias de fundação de uma nova Congregação tivessem bom termo. Se fosse atendido, além da Fundação, daria a Maria um novo título, honrando-a de maneira particular na Congregação.
A novena encerrou-se em 8 de dezembro de 1854, coincidindo com a Proclamação do Dogma da Imaculada Conceição, por Pio IX. Nesta ocasião, após a missa, o Pe. Chevalier recebeu a visita de um certo "Senhor Petit", que lhe informou que um "doador anônimo" queria fazer uma doação de 20 000 francos que deveria destinar-se à criação de uma obra missionária. O fundador interpretou isto como um sinal de Deus, considerando aquela data como sendo o início da Sociedade dos Missionários do Sagrado Coração. 
Passado cerca de um ano, com autorização do bispo diocesano, Chevalier e Maugenest mudam-se para uma casa de campo abandonada, adquirida com o dinheiro da doação que haviam recebido e iniciam a vida em comunidade como Missionários do Sagrado Coração, adaptando o espaço que servira de estábulo e celeiro como primeira capela da comunidade. 
A princípio, os Missionários do Sagrado Coração exerciam seu ministério auxiliando às paróquias, ajudando em sua missão, ensinando o catecismo, pregando retiros e missões paroquiais. A 25 de março de 1881, o Papa Leão XIII confia a Chevalier e a seus sacerdotes a evangelização do vicariato apostólico da Micronésia e Melanésia, dando os Missionários do Sagrado Coração a oportunidade de abrir-se às missões ad gentes.
A Congregação continuou a crescer e atualmente tem comunidades nos cinco continentes, servindo às Igrejas Locais nas mais variadas funções, procurando por em prática o lema recebido do fundador: "amado seja por toda parte o Sagrado Coração de Jesus", isto é, levar, através de todos os meios, em todos os lugares possíveis, o testemunho de que Deus tem Coração, que é todo amor, misericórdia e acolhida.

## O espírito da Congregação
A inspiração primeira da Congregação e, portanto, sua suprema "regra de vida" é o Evangelho. Porém, a partir do Evangelho, há também um conjunto de regras próprias chamadas "Constituições MSC", que detalham melhor certos aspectos da espiritualidade dos MSC e as normas jurídicas internas da Congregação. Tal documento foi renovado após o Concílio Vaticano II e é aprovado pela Santa Sé.
Sobre sua própria espiritualidade, os Missionários do Sagrado Coração assim se expressam, de acordo com suas Constituições:
Com o nosso Fundador, nós contemplamos Jesus Cristo, unido ao Pai pelos laços de amor e de filial confiança. Cheio do Espírito Santo, Jesus dava graças ao seu Pai por ter se revelado aos pequenos. Servidor do Pai, era profundamente comprometido com os pobres e com os pecadores. Como dizia o Padre Chevalier: “Ele era feliz em derramar a ternura do seu Coração sobre os pequenos e os pobres, sobre os que sofrem, sobre os pecadores, sobre todas as misérias da humanidade. A vista de qualquer infelicidade enchia de compaixão seu Coração”. (Const. n. 6)

Em Jesus, nós reconhecemos o Bom Pastor que vai em busca dos que estão perdidos, que conhece os seus e que dá sua vida para os salvar. Ele nos manifesta assim a ternura do Pai para com aqueles que são desprezados e cujos direitos não são reconhecidos. Ele é nosso Mestre, manso e humilde de coração, que alivia nossos fardos e nos dá o repouso. Mas ele nos faz conhecer também suas exigências e fala com autoridade. (Const. n. 7)

Missionários do Sagrado Coração, nós vivemos a fé no amor do Pai revelado no Coração do Cristo. Nós queremos assemelhar-nos a Cristo  que amou com um coração humano; nós queremos amar por ele e com ele, e proclamar seu amor ao mundo. A exemplo de Jesus, nós nos esforçaremos por levar os outros a Deus pela bondade e mansidão, a fim de uni-los a ele pelos laços do amor e libertá-los do medo. Confiantes na graça de Deus, estaremos prontos, se necessário, a dar a vida por eles. O espírito de nossa Congregação é um espírito de amor e de bondade, de humildade e de simplicidade. Ele é, acima de tudo, um espírito de amor pela justiça e de solicitude para com todos, especialmente para com os mais pobres. (Const. n. 10-13)

### Nossa Senhora do Sagrado CoraçãoeSão José

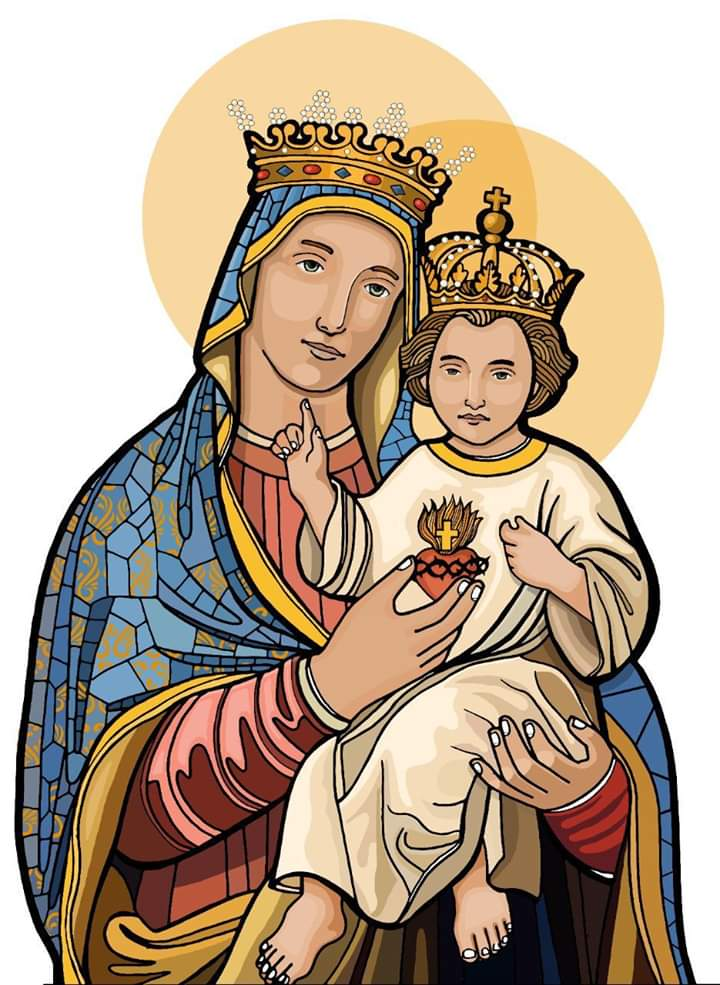
Nossa Senhora do Sagrado Coração

Quando Chevalier fez sua promessa pedindo um sinal de Deus para discernir se a fundação de uma nova Congregação era da vontade de Deus ou não, prometeu à Virgem Maria que ela seria honrada de uma maneira especial no novo Instituto. Desse modo, passados alguns anos, e com a aprovação da Santa Sé, Chevalier quis dar à Maria o título de Nossa Senhora do Sagrado Coração, cuja imagem representa Maria tendo o menino Jesus nos braços. O menino traz no peito a imagem do seu Sagrado Coração e Maria aponta para este Coração, representando assim a íntima relação de ambos: Maria apresenta ao mundo o Coração de Jesus e o Coração de Jesus ao mundo. De igual forma, desde o início, Chevalier nutria profunda confiança na intercessão de São José, esposo de Maria. Isso é preservado até a atualidade, como afirmam as Constituições dos MSC: 
Porque Maria está intimamente unida ao mistério do Coração de seu Filho, nós a invocamos, a exemplo de nosso Fundador, sob o titulo de Nossa Senhora do Sagrado Coração. Ela conheceu as insondáveis riquezas de Cristo; ela estava repleta de seu amor; ela nos conduz a ele apontando o seu Coração, fonte de um amor sem limites, que dá origem a um mundo novo. Nós honramos também a São José, e nos colocamos sob sua proteção. Fiel e justo, ele estava intimamente unido a Jesus e a Maria no amor. (Const. MSC 18-19)

## Missão
Muito embora o foco do fundador, num primeiro momento, fosse principalmente às missões entre não-cristãos em terras estrangeiras, com o passar dos anos foi-se percebendo que a missão, isto é, o anúncio da misericórdia de Deus manifestada na pessoa de Jesus, através do seu Coração, era possível de ser vivida em toda parte, como diz o lema da Congregação. Isso significa, portanto, que a Congregação passou a expandir sua área de atuação, assumindo diferentes tipos de trabalhos, onde houver necessidade e sempre dando preferência aos ministérios junto aos marginalizados. 
Desse modo, hoje, o trabalho dos MSC no mundo se dá nos seguintes campos de missão:
- missão em terras estrangeiras,
- educação da juventude,
- iniciativas em prol da Justiça e Paz e Integridade da Criação (pastoral de rua, pastoral indigenista, pastoral do imigrante, pastoral da saúde, etc.),
- a presença nos meios de comunicação,
- pregação de retiros,
- ministério paroquial.

## Beatos MSC

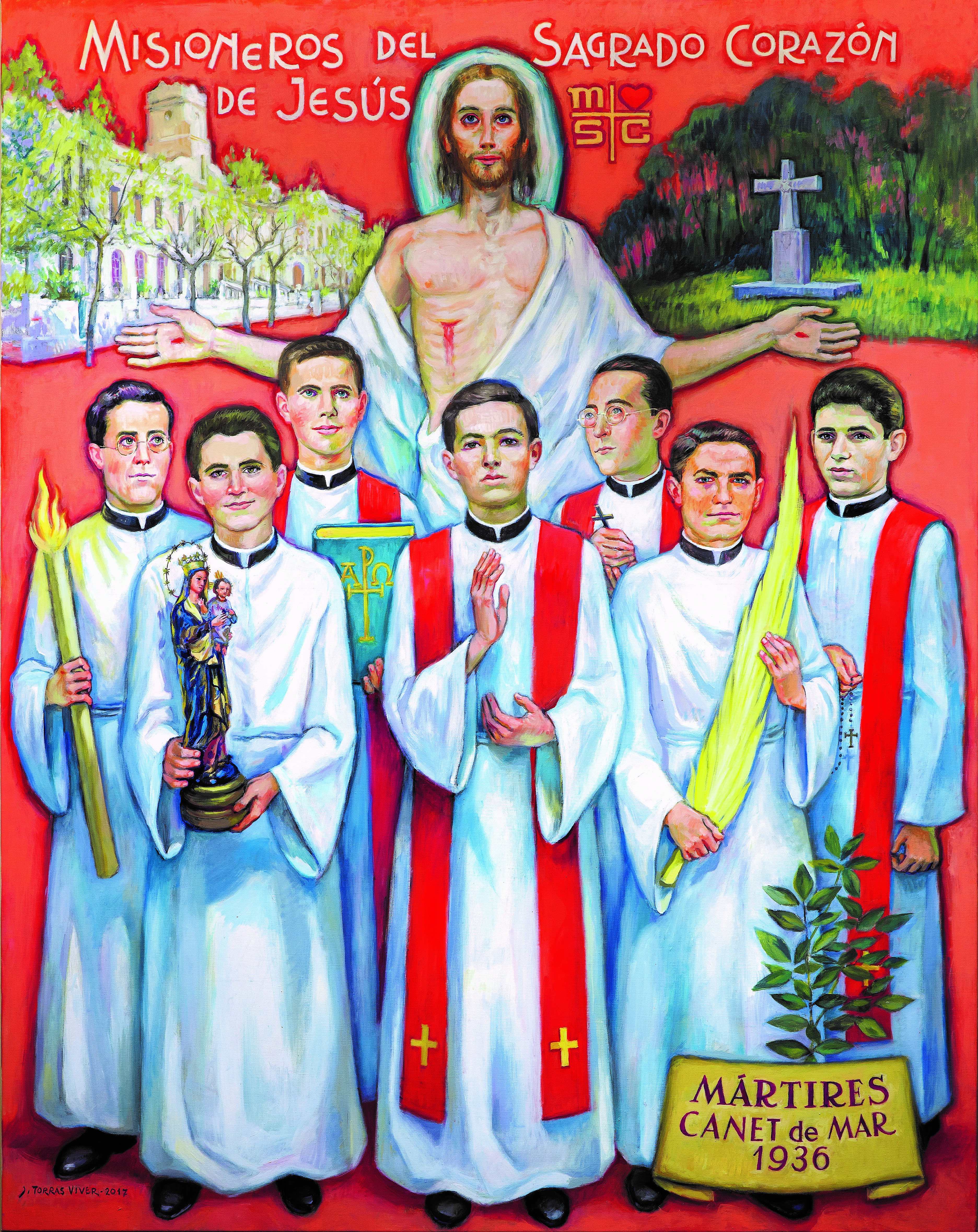
Mártires de Canet del Mar

O carisma do Pe. Júlio Chevalier tem dado frutos de santidade para a Igreja, sobretudo como mártires. Atualmente, há dois grupos de religiosos beatificados, sendo que um deles inclui 7 leigos ligados à Congregação, e outros dois leigos beatificados individualmente, cujas vida, também, se desenvolveram junto às missões dos Missionários do Sagrado Coração. São eles:
1. Os mártires de Canet del Mar, na Espanha, que são 7 religiosos MSC que foram assassinados em Odium Fidei durante a perseguição à Igreja na Espanha na década de 1930. Sua memória litúrgica é celebrada a 6 de novembro.
2. Os mártires de El Quiché, na Guatemala, um grupo composto por 3 padres MSC e 7 leigos, assassinados durante a guerra civil que ensanguentou a Guatemala nos anos 1980. Sua memória litúrgica é celebrada a 4 de junho.
3. Bento Daswa, leigo ligado à missão dos MSC, martirizado na África do Sul em 1990. Sua memória litúrgica é celebrada a 1 de fevereiro.
4. Pedro To Rot, leigo ligado à missão dos MSC, martirizado na Papua Nova Guiné em 1945. Sua memória litúrgica é celebrada a 7 de julho.

Além deles, estão em processo de beatificação os seguintes religiosos:
Os veneráveis:
1. Dom Alan de Boismenu, MSC (1870-1953)
2. Dom Henrique Verius, MSC (1860-1892)

E os Servos de Deus
1. Pe. Júlio Chevalier, MSC (1824-1907)
2. Pe. Emiliano Tardif, MSC (1928-1999)

## No Brasil e no Mundo
A Congregação estrutura-se em unidades menores chamadas "Províncias", que são governadas por um Superior Provincial, que presta contas ao Superior Geral. 

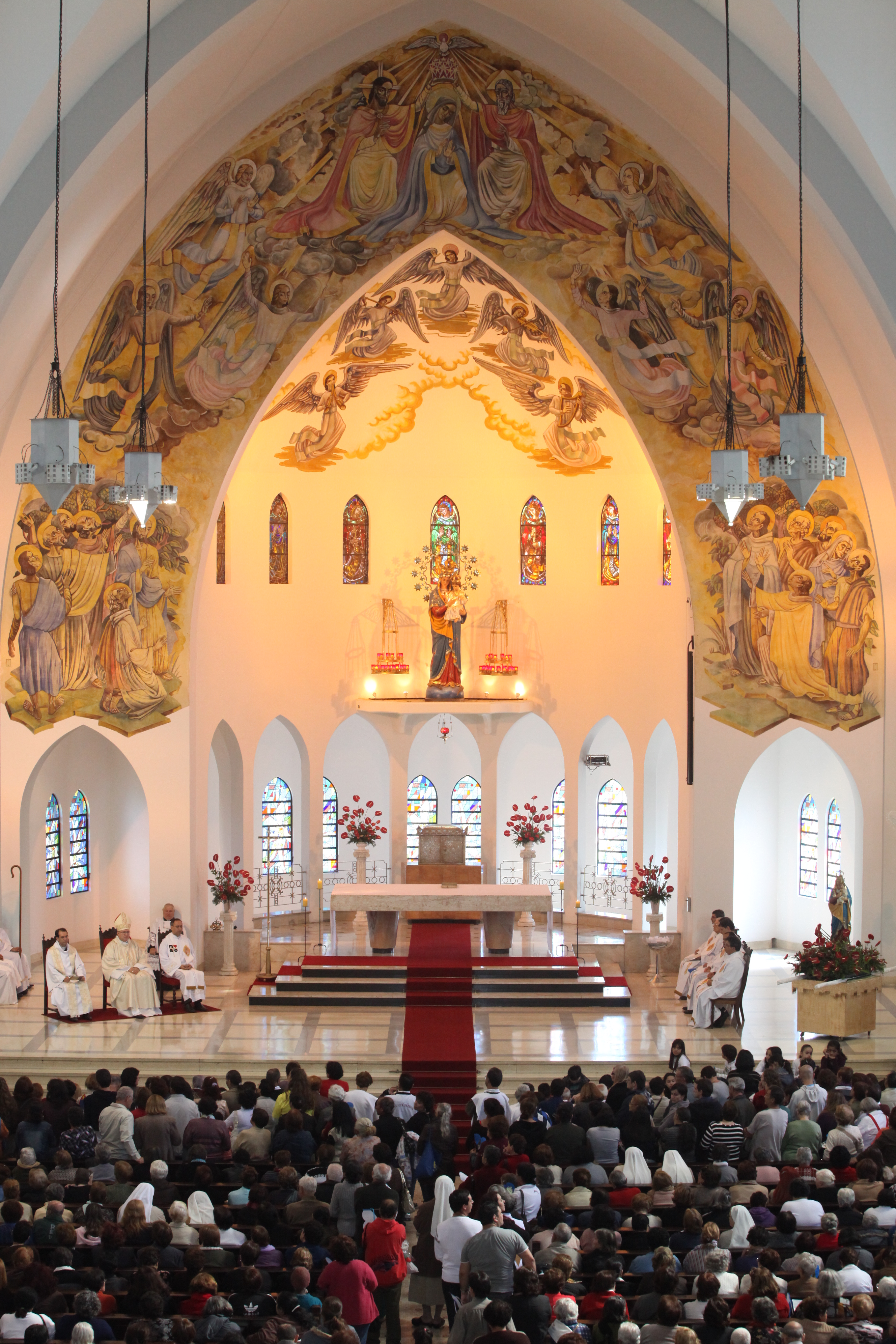
Vista interna do Santuário de Nossa Senhora do Sagrado Coração, em Vila Formosa, São Paulo - SP, administrado pelos Missionários do Sagrado Coração

O Superior Geral, é a autoridade máxima da Congregação, e, auxiliado pelo seu Conselho, é o responsável último pelo Instituto. A Sede Geral da Congregação encontra-se em Roma.
Em 2020 a Congregação contava com 1583 membros, sendo que:
- 22 são Bispos
- 1176 são Padres
- 122 são Irmãos
- 268 são religiosos em período de formação

Além disso, estão presentes em 50 países, organizados em:
- 20 províncias
- 3 uniões
- 3 regiões
- 51 casas de formação

No Brasil os MSC chegaram em 1911 à convite do então Bispo de Pouso Alegre, com o objetivo de serem professores em seu seminário diocesano. De lá pra cá, a Congregação espalhou-se e cresceu. Atualmente os MSC no Brasil dividem-se em 4 grupos:
1. A Província de São Paulo, atuando no sul de Minas Gerais, São Paulo, Ceará, Maranhão, Piauí e Amazonas;
2. A Província do Rio de Janeiro, que atua no norte de Minas Gerais, Espírito Santo, Rio de Janeiro e Goiás;
3. A Província de Curitiba, que exerce seu ministério no Paraná, Santa Catarina, Mato Grosso e é responsável pela presença MSC no Equador ("Secção do Equador");
4. A secção italiana no Nordeste, que atuam no Maranhão e no Ceará. Ao todo, são cerca 140 religiosos MSC trabalhando no Brasil.